# Гусь (притока Ствиги)
Гусь — річка в Україні, у Олевському й Рокитнівському районах Житомирської та Рівненської областей, права притока Ствиги (басейн Прип'яті).

## Опис
Довжина річки 14 км, похил річки — 1,5 м/км, площа басейну 68,6 км². Річка формується притокою, багатьма безіменними струмками та частково каналізована.

## Розташування
Гусь бере початок на заході від села Корощине. Тече на північний захід через село Будки-Сновидовицькі. У межах села Сновидовичі впадає в річку Ствигу, праву притоку Прип'яті.

## Притоки
- Бедля (права).

## Риби Гусь
У річці водяться верховодка звичайна, бистрянка, пічкур та плітка звичайна.